# 孝經
《孝經》是儒家講授孝道的書，全書一千八百多字，為十三經中篇幅最短者，但依然為一本獨立的經書。可見儒家對孝道的重視程度，視之神聖，故孝經在古代亦常獲賦予宗教意味，而用於祈禱，驅邪，治病等。

## 作者
古人傳說此為孔子親撰，以告知曾子孝道的要義，或說曾子筆記孔子之言。但後人皆懷疑。
東漢鄭玄在《六藝論》中，提出：「孔子以六藝題目不同，指意殊別，恐道離散，後世莫知根源，故作《孝經》總會之。」
清代纪昀在《四库全书总目》中是孔子“七十子之徒之遗言”。目前學界認為是秦、漢時的儒者所作。

## 簡介
《孝经》以孝為核心，闡發了儒家的倫理道德思想。在此書中肯定了「孝」是上天所訂的規範，指出孝是一個人品性的根本，國君可以用「孝道」治國，臣民可以用孝安身立家，保持地位和富貴。

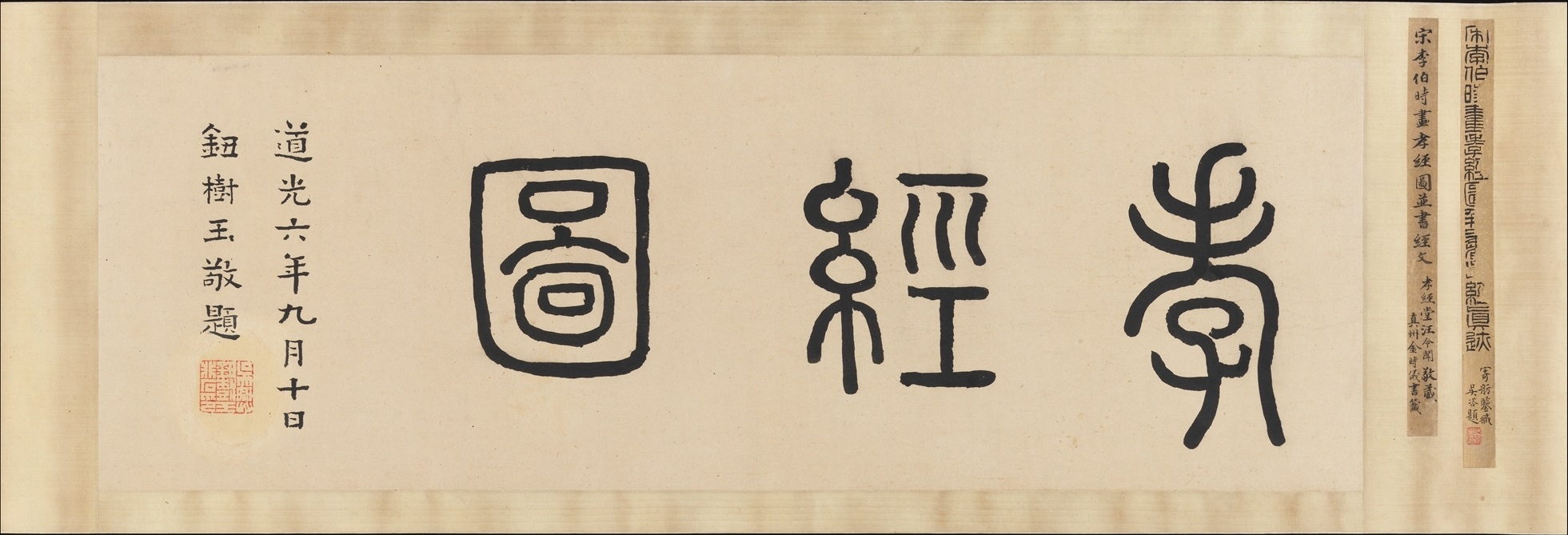
《孝經》（1826年）

書中首次將忠君和孝順連結起來，認為有「孝道」的人才能盡「忠」；書中還對不同等級的人規定了不同的行「孝」內容，比如天子的「孝」要博愛要能感化百姓；而卿大夫的「孝」要在行動、言語、服飾上都要合乎禮節，起到榜樣作用；而普通老百姓則需做到保重自己的身體、愛護自己的名譽，節省用度，使父母衣食無憂。
《孝经‧開宗明義章》曰：「夫孝，始於事親，中於事君，終於立身」，由此可見儒家的孝道的觀念不只於孝順父母而已，孝順父母只是孝道的開始。
在中國古代，《孝經》對傳播和維護倫理道德起了很大的作用，深受歷代君主推崇，為十三經中唯一獲皇帝（唐玄宗）御注的書。《孝經》現存今文和古文兩種版本，今文較為流行。

## 
1. ↑  鄭玄. . 維基文庫.   [2022-04-27]. （原始内容存档于2022-05-08）.

- 《孝經註疏》（十三經注疏之一）
  - 唐玄宗註《孝經注》
  - 北宋邢昺疏《孝經正義》

## 延伸阅读
[在维基数据编辑]
 在维基文库阅读本作品原文（ 在维基共享资源阅览影像）
 《孝經 (四部叢刊本)》
 《欽定古今圖書集成·理學彙編·經籍典·孝經部》，出自陈梦雷《古今圖書集成》

## 外部連結
- 《孝經》中英文對照版 （页面存档备份，存于）
- 《孝經》全文在線閱讀 （页面存档备份，存于）（繁體中文）
- 莊兵：〈《呂氏春秋》所見《孝經》經句考述－兼論《孝經》的成立問題 （页面存档备份，存于）〉。
- 莊兵：〈敦煌吐魯番文獻展現的《孝經》今古文 （页面存档备份，存于）〉。
- 莊兵：〈《御注孝經》的成立及其背景──以日本見存《王羲之草書孝經》為線索 （页面存档备份，存于）〉。
- 呂妙芬：《孝治天下：《孝經》與近世中國的政治與文化 （页面存档备份，存于）》。
- 呂妙芬：〈做為儀式性文本的《孝經》：明清士人《孝經》實踐的個案研究 （页面存档备份，存于）〉。
- 呂妙芬：〈晚明士人論《孝經》與政治教化 （页面存档备份，存于）〉。
- 呂妙芬：〈做為蒙學與女教讀本的《孝經》——兼論其文本定位的歷史變化 （页面存档备份，存于）〉。